# John Dollond
John Dollond (Spitalfields, 10 de junho de 1706 — Londres, 30 de novembro de 1761) foi um óptico inglês, conhecido por seu bem-sucedido negócio de óptica e por patentear e comercializar dupletos acromáticos.

## Biografia
Dollond era filho de um refugiado huguenote, um tecelão de seda em Spitalfields, Londres, onde nasceu. Ele seguiu o ofício de seu pai, mas encontrou tempo para adquirir conhecimento de latim, grego, matemática, física, anatomia e outras matérias. Em 1752 abandonou a tecelagem de seda e juntou-se a seu filho mais velho, Peter Dollond (1731–1820), que em 1750 havia começado um negócio como fabricante de instrumentos ópticos; este negócio continuou e tornou-se Dollond & Aitchison. Sua reputação cresceu rapidamente, e em 1761 foi nomeado óptico do rei.
Em 1758 publicou um "Relato de alguns experimentos sobre a diferente refrangibilidade da luz", descrevendo os experimentos que o levaram à conquista com a qual seu nome está especialmente associado, a descoberta de um meio de construir lentes acromáticas pela combinação de vidros crown e vidro flint, reduzindo ou eliminando a aberração cromática (distorção devido a franjas coloridas). Leonhard Euler em 1747 havia sugerido que o acromatismo poderia ser obtido pela combinação de lentes de vidro e água. Baseando-se em declarações feitas por Sir Isaac Newton, Dollond primeiro contestou esta possibilidade (Phil. Trans., 1753), mas posteriormente, depois que o físico sueco Samuel Klingenstierna (1698–1765) havia apontado que a lei de dispersão de Newton não harmonizava com certos fatos observados, Dollond começou experimentos para resolver a questão.
No início de 1757 Dollond conseguiu produzir refração acromática com a ajuda de lentes de vidro e água, e alguns meses depois fez uma tentativa bem-sucedida de obter o mesmo resultado por uma combinação de vidros de diferentes qualidades (ver História dos telescópios). Por esta conquista a Royal Society concedeu-lhe a Medalha Copley em 1758, e três anos depois elegeu-o como um de seus membros. Dollond também publicou dois artigos sobre aparelhos para medir pequenos ângulos (Phil. Trans., 1753, 1754).
Em 1761, Dollond tornou-se o óptico do Rei Jorge III. Morreu de apoplexia em 30 de novembro daquele ano em Londres.

## Família
Casou-se com Elizabeth Sommelier em 1729. Tiveram dois filhos e três filhas. Sua filha, Sarah Dollond, casou-se com seu vizinho e amigo, o matemático e fabricante de instrumentos Jesse Ramsden.

## Prioridade da invenção

Dollond patenteou o dupleto acromático, que combina vidro crown e vidro flint.

Uma abordagem teórica para reduzir a aberração cromática foi elaborada por Leonhard Euler em artigos que publicou nas Memórias da Academia de Berlim entre 1747 e 1753. John Dollond leu o artigo e conduziu experimentos para construir uma lente acromática e foi a primeira pessoa a patentear o dupleto acromático, que foi concedido em 19 de abril de 1758 por um período de 14 anos. No entanto, ele não foi o primeiro a fazer tais lentes. O óptico George Bass, seguindo as instruções de Chester Moore Hall, fez e vendeu tais lentes já em 1733. No final da década de 1750, Bass contou a Dollond sobre o design de Hall; Dollond viu o potencial e foi capaz de reproduzi-las.
Dollond parece ter conhecido o trabalho anterior e absteve-se de fazer valer sua patente. Após sua morte, seu filho, Peter, tomou providências para fazer valer a patente. Vários de seus concorrentes, incluindo Bass, Benjamin Martin, Robert Rew e Jesse Ramsden, entraram com ações. A patente de Dollond foi mantida, pois o tribunal considerou que a patente era válida devido à exploração da invenção por Dollond enquanto os inventores anteriores não o fizeram. Vários dos ópticos foram arruinados pela despesa dos procedimentos legais e fecharam suas lojas como resultado. A patente permaneceu válida até expirar em 1772. Após a expiração da patente, o preço dos dupletos acromáticos na Inglaterra caiu pela metade.

## Ligações externa
- Commons

- Media relacionados com John Dollond no Wikimedia Commons
- «John Dollond». Encyclopædia Britannica. VII 9ª ed. 1878. p. 345
- "An account of some experiments concerning the different refrangibility of light", Phil. Trans., vol. 50, 1759, p. 733